# Bulgarian International 2011
Die Bulgarian International 2011 im Badminton fanden vom 6. bis zum 9. Oktober 2011 in Sofia statt.

## Sieger und Platzierte
| Disziplin    | Gold                               | Silber                        | Bronze                           |
| ------------ | ---------------------------------- | ----------------------------- | -------------------------------- |
| Herreneinzel | Przemysław Wacha                   | Tan Chun Seang                | Raul Must                        |
| Herreneinzel | Przemysław Wacha                   | Tan Chun Seang                | Ville Lång                       |
| Dameneinzel  | Linda Zechiri                      | Neslihan Yiğit                | Carolina Marín                   |
| Dameneinzel  | Linda Zechiri                      | Neslihan Yiğit                | Larisa Griga                     |
| Herrendoppel | Liang Jui-wei Liao Kuan-hao        | Huang Po-yi Lu Chia-bin       | Pranav Chopra Akshay Dewalkar    |
| Herrendoppel | Liang Jui-wei Liao Kuan-hao        | Huang Po-yi Lu Chia-bin       | Jürgen Koch Peter Zauner         |
| Damendoppel  | Mariana Agathangelou Heather Olver | Pradnya Gadre Prajakta Sawant | Özge Bayrak Neslihan Yiğit       |
| Damendoppel  | Mariana Agathangelou Heather Olver | Pradnya Gadre Prajakta Sawant | Nicole Grether Charmaine Reid    |
| Mixed        | Valeriy Atrashchenkov Anna Kobceva | Gary Fox Samantha Ward        | Huang Po-yi Wu Ti-jung           |
| Mixed        | Valeriy Atrashchenkov Anna Kobceva | Gary Fox Samantha Ward        | Roman Zirnwald Elisabeth Baldauf |